# صوت متأرجح
يوضح تحليل التأرجح الانتخابي (أو سوينج) مدى تغير تأييد الناخبين عادة من انتخابات إلى أخرى، ويتم التعبير عنه بنسبة مئوية سالبة أو موجبة. إن التأرجح المتعدد الأحزاب مؤشر على التغيير في تفضيل الناخبين بين اثنين أو أكثر من المرشحين أو الأحزاب (مثل السياسة المحافظة إلى الديمقراطية الاشتراكية). ويمكن حساب التأرجح للناخبين ككل، لمنطقة انتخابية معينة أو لإحصائيات سكانية معينة.
إن التأرجح مفيد بشكل خاص لتحليل التغيير في تأييد الناخبين بمرور الوقت، أو كأداة للتنبؤ بنتائج الانتخابات في الأنظمة المعتمدة على الدوائر الانتخابية. كما يتم أيضًا نشر هذا التأرجح بشكل مفيد عند تحليل التحول في نوايا الناخبين التي كشفت عنها استطلاعات الرأي (السياسية) أو لمقارنة الاستطلاعات بإيجاز التي قد تعتمد على عينات مختلفة وتأرجحات مختلفة بشكل ملحوظ وبالتالي التنبؤ بنتائج غريبة.

## الحساب
يتم حساب التأرجح من خلال مقارنة النسبة المئوية للأصوات في انتخابات معينة بالنسبة المئوية للأصوات التي تنتمي لنفس الحزب أو المرشح في الانتخابات السابقة.
تأرجح أحد الأحزاب = النسبة المئوية للأصوات (الانتخابات الجارية) - النسبة المئوية للأصوات (الانتخابات السابقة).

### مثال
من أمثلة ذلك المقارنة بين الانتخابات البرلمانية الأوكرانية 2007 و2006.
| التأرجح بين 2006 و2007 (أعلى ستة أحزاب) | التأرجح حسب المناطق الانتخابية |

تعرض الرسوم البيانية أعلاه التغيير في تأييد الناخبين لكل حزب من الأحزاب السياسية الرئيسية الستة حسب الدائرة الانتخابية ونتائج الانتخابات على الصعيد الوطني.

## تأرجح الحزبين
في كثير من وسائل إعلام الدول القومية، بما فيها أستراليا وفي المملكة المتحدة تم التعبير عن التأرجح من حيث «حزبين». وهذه الممارسة هي الأكثر فائدة حيث تميل معظم الحكومات لتكون من نظام «الحزبين» الحالي ولكن يقوم المرشحون الآخرون غالبًا باستخدامه، وهو يستخدم للتنبؤ بنتائج الانتخابات في الأنظمة المعتمدة على الدوائر الانتخابية حيثما تحمل المقاعد مستويات مختلفة سابقة من الدعم. ويرتكز أحد افتراضات الحسابات القومية المستنتجة: على أن جميع الدوائر ستواجه نفس التأرجح كما هو موضح في استطلاع الرأي أو في نتائج المكان. وميزة هذا التأرجح هو حقيقة أن فقدان الدعم لحزب واحد سيكون مصحوبًا في معظم الحالات بمكاسب أصغر أو أكبر دعمًا للآخر، ولكن يتم حساب متوسط كلا الرقمين في رقم واحد. ويسمح توظيف هذين الافتراضين للمحلل بحساب البندول الانتخابي والتنبؤ بعدد (وأي) المقاعد التي ستتغير، مستنتجين تأرجحًا محددًا، وحجم ما سيحدثه التأرجح الموحد من تغيير في الحكومة.

## أستراليا
يشير المصطلح «تأرجح» في أستراليا إلى الطرافة في نظام التصويت التفضيلي، إلى التغيير في نتائج الانتخابات من وجهة نظر الأحزاب السياسية المحددة.

## المملكة المتحدة
تستخدم المملكة المتحدة طريقة تأرجح الحزبين (نموذج متوسط)، مضيفين زيادة حزب واحد في مشاركة التصويت (كنسبة مئوية) إلى نسبة انخفاض حزب آخر وقسمة المجموع الكلي على اثنين.
لذلك إذ ارتفع تصويت الحزب الأول بنسبة 4% وانخفض تصويت الحزب الثاني بنسبة 5%، يكون التأرجح 4.5% (الحزب 2 إلى الحزب 1). للواحق التوضيحية مثل: (Con إلى Lab) (Lab إلى Lib Dem) (Lib Dem إلى Con) يجب إضافتها حيثما يقف الثلاثة أحزاب. وخلاف ذلك تنشأ مشكلة عند تقرير أي تأرجح هو المقصود وأي تأرجح هو الأفضل للنشر، حيثما يحتل الحزب الأقل المرتبة الأولى أو الثانية أو حيثما يفقد الحزب واحدًا من أعلى مكانيْ التصويت الاثنين.
يمكن استخدام أي من هذه الأرقام كمؤشر لحجم تغير الناخبين بين الحزبين السياسيين. نشأ هذا التغير كعملية حسابية لمقارنة نتائج دائرتين انتخابيتين.

## الولايات المتحدة الأمريكية
يمكن أن يشير التأرجح في الولايات المتحدة إلى ولايات متأرجحة، وهي الولايات المعروف عنها التحول في النتائج بين الديمقراطيين والجمهوريين، وهو ما يعادل على المستوى المحلي المقاعد الهامشية وعلى النقيض من ذلك، الولاية غير المتأرجحة هي المقابل المباشر للمقعد الآمن، لأنها نادرًا ما تتغير بها النتيجة. ويتأثر مدى التغير في النتائج السياسية بشدة بـنظام التصويت المستخدم.

## تأرجح ثلاثة أحزاب أو أكثر
توفر بعض المواقع دائرة مجزأة تعتمد على مؤشر اتجاهات أحزاب متعددة أو على عمود لها حيث يتم عرض ± x%، ± x%، ± x% وهكذا أو يمكن أن يشكل نتائج ثلاثة أحزاب (أو أكثر في الديمقراطيات الأكثر جمعًا). وتقدم هذه الأداة أو التوضيح النتائج المحتملة حيثما يكون لأكثر من حزبين سياسيين تأثير كبير على أي السياسيين الذين يتم انتخابهم.